# Ешли (Мичиген)
Ешли (енгл. Ashley) град је у америчкој савезној држави Мичиген.

## Демографија
По попису из 2010. године број становника је 563, што је 37 (7,0%) становника више него 2000. године.
| Група             | 2000.       | 2010.       |
| Белци             | 521 (99,0%) | 538 (95,6%) |
| Афроамериканци    | 2 (0,4%)    | 6 (1,1%)    |
| Азијати           | 0 (0,0%)    | 1 (0,2%)    |
| Хиспаноамериканци | 2 (0,4%)    | 18 (3,2%)   |
| Укупно            | 526         | 563         |